# Brlog Ozaljski
 Brlog Ozaljski  falu Horvátországban, Károlyváros megyében. Közigazgatásilag  Kamanjéhoz tartozik.

## Fekvése
Károlyvárostól 20 km-re északnyugatra, községközpontjától 2 km-re délkeletre fekszik.

## Története
Brlog várát 1544-ben említi először írott forrás Zrínyi Miklósnak a szigetvári hősnek tulajdonaként. A várat és a hozzá tartozó falvakat Zrínyi 1560-ban a török elleni harcokban tett szolgálataiért Dovolich Jánosnak adományozta. Ezután a Zrínyiek a Dovolichokat többször is megerősítették a vár birtokában. Végül 1640-ben a két Zrínyi testvér Miklós és Péter a birtokot visszaváltották és ozalyi uradalmukhoz csatolták. Ezután egészen 1670-ig a Zrínyiek tulajdonában volt, amikor a Wesselényi-összeesküvésben való részvétele miatt a császár Zrínyi Pétertől elvette. A császári parancsot Herbertstein generális hajtotta végre. Katonái a várat teljesen kifosztották, minden mozdíthatót elvittek.
Ezután a birtokot a kincstár nevében 1679-ig Tompa Péter és Sztankovich György igazgatták. Ekkor 19000 forintért Ivan Peranski gróf a horvát gárda ezredese vásárolta meg, akit 1682-ben I. Lipót császár is megerősített birtokában. Lányának, Barbara Sidonijának halála után 1713-ban házassága révén a Delišimunović családé lett. Még ugyanebben az évben Jozef Rabatta generális szerezte meg, aki hosszas pereskedés után végül megvásárolta a birtokot. Rabatta 1722-ben 14000 forintért gróf Paradeizer turnjai kapitánynak adta el, majd fiától ugyanennyi összegért 1740-ben Benevenuto Petazzi gróf szluini és zsumberki császári ezredes vásárolta meg. A gróf aki már Ribnik várát is birtokolta 1754 és 1763 között a károlyvárosi erőd parancsnoka volt. Uralma idején a birtok nagy változáson ment át. A rendkívül művelt és olvasott gróf urbáriumot adott ki a birtok jobbágyainak. A várkastélyt keleti és délkeleti irányban is bővítette, melynek munkálatai 1756-ra a várkápolna megépülésével fejeződtek be. A megújított és bővített épületegyüttest a kor jeles történetírója Kercselics Boldizsár is elegáns kastélynak nevezi. A gróf 1785-ben bekövetkezett halála után végrendeletében az uradalmat Keglevich Mária Annára hagyta és az ő utódaié volt egészen 1838-ig, amikor a szamobori Filip Aleksandar Šufflay vásárolta meg, végül a Laszowski családé lett. Itt született 1868-ban a neves horvát történész Emil Laszowski, a horvát állami levéltár későbbi igazgatója, akinek a kastély bejárata felett emléktáblát állítottak.
A településnek 1857-ben 288, 1910-ben 249 lakosa volt. Trianon előtt Zágráb vármegye Károlyvárosi járásához tartozott. 2011-ben 91 lakosa volt.

## Lakosság
| Lakosság változása | Lakosság változása | Lakosság változása | Lakosság változása | Lakosság változása | Lakosság változása | Lakosság változása | Lakosság változása | Lakosság változása | Lakosság változása | Lakosság változása | Lakosság változása | Lakosság változása | Lakosság változása | Lakosság változása | Lakosság változása |
| ------------------ | ------------------ | ------------------ | ------------------ | ------------------ | ------------------ | ------------------ | ------------------ | ------------------ | ------------------ | ------------------ | ------------------ | ------------------ | ------------------ | ------------------ | ------------------ |
| 1857               | 1869               | 1880               | 1890               | 1900               | 1910               | 1921               | 1931               | 1948               | 1953               | 1961               | 1971               | 1981               | 1991               | 2001               | 2011               |
| 288                | 291                | 258                | 275                | 244                | 249                | 235                | 266                | 296                | 305                | 277                | 197                | 164                | 142                | 93                 | 91                 |

## Nevezetességei
Brlog várkastélya a Zsumberki-hegység nyugati lejtőjén található. Mára nagy része romokban áll, más része magántulajdonként lakott. Ma közigazgatásilag Orljakovo falu területére esik.

## Híres emberek
Itt született 1868-ban a neves horvát történész Emil Laszowski, a horvát állami levéltár igazgatója, a Horvát Sárkányrend alapítója, akinek a kastély bejárata felett emléktáblát állítottak.